# Доленя вас при Полховем Градцу
Доленя вас при Полховем Градцу (на словенски: Dolenja vas pri Polhovem Gradcu) е село в Словения, Средна Словения, община Доброва-Полхов Градец. Според Националната статистическа служба на Република Словения през 2002 г. селото има 223 жители.